# Iowa (álbum)
Iowa é o segundo álbum de estúdio da banda americana de metal Slipknot. Lançado pela Roadrunner Records em 28 de agosto de 2001, foi produzido por Ross Robinson e também pelo Slipknot. O título deriva do Estado de onde a banda se originou, Iowa, o qual os membros tem afirmado ser uma das suas maiores fontes de inspiração. Com muita antecipação pelo álbum após o sucesso do seu Debut autointitulado, a pressão na banda era grande. O relacionamento de um membro com outro sofreu e isso, depois, chegou a ser descrito como o período mais sombrio das suas carreiras. Também foi o primeiro álbum inteiro a ter a participação de Jim Root, após aparecer apenas em duas músicas do registro anterior. Apesar dos problemas internos entre os membros e com o desenvolvimento do álbum, Slipknot promoveu Iowa por quase um ano.
Iowa foi um sucesso enorme, estreando nas listas dos dez primeiros em nove países diferentes. Com uma recepção no geral positiva, ele inclui algumas de suas músicas mais notáveis, como "Disasterpiece", "The Heretic Anthem", "People=Shit" e as indicadas ao Grammy "Left Behind" e "My Plague". Mais técnico do que o álbum de estreia, Iowa é considerado também o álbum mais pesado e sombrio da banda. Foi certificado como platina no Reino Unido, nos Estados Unidos e no Canadá. Com um tempo total de mais de uma hora e seis minutos, Iowa é o álbum mais longo da banda e a música homônima ao álbum também é a mais longa da banda até então.
Uma edição especial de Iowa foi relançada em 1º de novembro de 2011 para celebrar seu décimo aniversário. O álbum musical foi acompanhado do áudio completo do DVD de sucesso Disasterpieces e um filme chamado "Goat" ("cabra") dirigido por Shawn Crahan, com os quatro clipes musicais, entrevistas inéditas e filmagens do período trabalhado em Iowa.

## Gravação e produção
O Iowa foi gravado e produzido nos estúdios Sound City e Sound Image Studios, em Los Angeles, na Califórnia, com o produtor Ross Robinson, que também produziu o álbum de estreia da banda. O baterista Joey Jordison e o baixista Paul Gray começaram a trabalhar juntos em novas músicas em outubro de 2000, e escreveram o material da maior parte do álbum. Durante este período, outros membros tiraram um tempo para si após uma turnê exaustiva que se seguiu ao lançamento do seu registro autointitulado. No entanto, em 17 de janeiro de 2001, o Slipknot entrou no estúdio para começar a gravar o novo material. Este período na carreira da banda se tornou conhecido como um dos piores. Jordison se lembrou, "Foi quando entramos em uma guerra", citando a falta de uma pausa para si mesmo e para Gray. Outros fatores, que incluíam do alcoolismo de Corey Taylor, passando pelo vício em drogas de outros membros e indo até problemas com agentes, afetariam as relações dentro da banda.
"Gravar o Iowa foi um inferno desgraçado", lembra Shawn Crahan. "Eu queria me matar. Havia drogas, piranhas, rock 'n' roll, toda aquela porcaria. As pessoas esperavam tanto de nós naquela época. 'People = Shit' era a nossa forma de dizer, 'vão se ferrar e nos deixem sozinhos.'" Taylor, o vocalista, confirmou, "Não havia nada feliz sobre o Iowa. De repente, éramos aquelas estrelas do Metal e não estávamos nos planejando de verdade para isso... Fomos todos pegos naquele estilo de vida e nos problemas que vem com ele. Uma escuridão se colocou no início de Iowa que nenhum de nós reconheceu muito bem." Jordison, no entanto, notou, "O Iowa, ainda mais do que o primeiro álbum, era o registro que nós realmente queríamos fazer."
Foi o primeiro álbum em que o guitarrista Jim Root se envolveu de forma significativa, depois de se juntar ao projeto durante os estágios finais da gravação do álbum anterior. Durante uma entrevista à revista Guitar, em novembro de 2001, Root explicou, "Era tão excitante quanto assustador ser parte desse enorme processo inteiro," adicionando que havia muita pressão vinda do parceiro guitarrista Mick Thomson para performar bem.
À FHM, Taylor revelou que ele se pôs em situações específicas para obter sua performance no álbum. Enquanto gravava os vocais para a última música do álbum, também chamada "Iowa", ele estava completamente nu, vomitando sobre si mesmo, e se cortando com vidro quebrado. "É de onde as melhores coisas vem", ele explicou. "Você precisa se forçar a ceder antes de construir algo muito bom." Enquanto produzia o álbum, Ross Robinson se machucou em um acidente de Motocross, sofrendo de fratura de compressão vertebral. Ele retornou ao estúdio depois de apenas um dia de tratamento hospitalar, segundo relatos, "colocando toda a sua dor para dentro do álbum", para uma admiração enorme da banda.

## Temas
Antes do lançamento, os membros da banda prometiam um álbum muito mais sombrio e pesado do que o primeiro, Slipknot, e muitas fontes elogiaram a banda por cumprirem com a promessa. Em 2008, o percussionista Shawn Crahan lembrou, "Quando fizemos o Iowa, nós odiávamos uns aos outros. Nós odiávamos o mundo; o mundo odiava a nós."
Iowa, diferentemente do seu antecessor, é um registro que viu o produtor Ross Robinson capturar a tecnicalidade da banda, em vez de focar na energia bruta pela qual ela ficou conhecida. O grupo também foi elogiado novamente pelo seu uso de uma formação estendida, consistindo de percussionistas adicionais, Turntablism e samples programados. A NME declarou que "todos os espaços possíveis são cobertos por rabiscos e pratos: guitarras, percussão, rajadas eletrônicas, berros sub-humanos." O Iowa também foi criticamente elogiado como um dos únicos álbuns musicais de sucesso com percussão Blast Beat, e foi dito como um propulsor da popularidade desta técnica após o lançamento.
Embora o Iowa tenha se tornado amplamente reconhecido como o álbum mais pesado da banda até hoje, algumas faixas possuem melodia, mais aparentes em "Everything Ends", "My Plague" e em "Left Behind". No décimo terceiro aniversário do álbum, a Revolver fez um retrospecto ao álbum como "o álbum mais extremo da banda até aqui". Eles compararam várias músicas, notadamente "Disasterpiece", "People = Shit" e "The Heretic Anthem" como mais influenciadas por Death Metal do que a maior parte do Nu Metal que o álbum continha. Enquanto o álbum possui elementos de Hip-Hop, Iowa ainda assim possui menos elementos de Hip-Hop do que o primeiro álbum da banda, focando mais em elementos de gêneros como Death Metal e Thrash Metal.
O álbum segue o estilo lírico que o vocalista Corey Taylor estabeleceu no álbum de estreia; ele inclui uso poderoso de metáforas para descrever temas sombrios, como misantropia, solipsismo, desgosto, fúria, hostilidade, psicose e rejeição. O álbum também inclui muitos palavrões; David Fricke, da revista Rolling Stone, disse que "não resta muito choque deixado nas palavras 'fuck' e 'shit', as quais Taylor usa em algumas variações mais do que quarenta vezes nos sessenta e seis minutos de Iowa." Fricke elogiaria a performance de Taylor na faixa "Iowa", comparando a mesma a uma "evocação vívida de uma cova improvisada de milharal à meia-noite."
"Disasterpiece", disse Taylor, "é a minha música favorita no Slipknot. Nós começamos a fazer a pré-produção pelo álbum em um depósito, em Iowa mesmo. Eu tive meningite e não conseguia cantar uma nota sequer, então eu estava escrevendo muitas ideias. Quando os ouvi tocando 'Disasterpiece', eu só escrevi 'no one is safe' ('ninguém está a salvo') em letras gigantes. Eu sabia a partir daí que nós iríamos arrebentar a garganta do mundo inteiro com 'Disasterpiece'. Foi o estopim para o álbum todo."

## Marketing
Houve especulação sobre o título antes do anúncio oficial. Em algumas fontes, o título esperado era "Nine Men, One Mission" ("nove homens, uma missão"). O termo "Iowa" foi mais tarde anunciado como o nome do álbum, homenageando o Estado de Iowa, de onde a banda se origina. Membros tem afirmado que Iowa era a fonte de sua energia, e eles conscientemente tomaram a decisão de ficar nos arredores, em particular devido ao medo de perderem sua direção criativa. A faixa de abertura, "(515)", também é uma referência à localidade, já que 515 é o código telefônico da Iowa central. Inicialmente, o álbum foi marcado para ser lançado em 19 de junho de 2001, e foi precedido de uma turnê de aquecimento composta por cinco datas. No entanto, a mixagem do álbum acabou levando mais tempo do que o esperado, fazendo que o lançamento do registro fosse adiado e tal turnê fosse cancelada. O álbum foi lançado de forma oficial em 28 de agosto de 2001. Para divulgar o álbum, Slipknot iniciou a turnê Iowa World Tour, que incluiu uma apresentação no Ozzfest de 2001, a liderança de uma turnê juntamente com o System of a Down, assim como turnês pelo Japão, Europa e lugares diversos.
Antes do lançamento do álbum, o Slipknot distribuiu cópias de "Heretic Song", chamada "The Heretic Anthem" no álbum, gratuitamente em seu website. A tiragem foi limitada a 666 cópias, homenageando o refrão da canção: "se você é 555, então eu sou 666". A distribuição começou em 15 de maio de 2001 e permaneceu até que as cópias fossem esgotadas. O primeiro single oficial do álbum foi "Left Behind". Em 2002, a banda fez uma aparição especial no filme Rollerball, onde executavam "I Am Hated". Logo depois, um segundo single do álbum foi lançado: "My Plague", que fez parte da trilha sonora do filme Resident Evil.

## Recepção crítica
| Críticas profissionais                                                      | Críticas profissionais |
| Avaliações da crítica                                                       | Avaliações da crítica  |
| Fonte                                                                       | Avaliação              |
| --------------------------------------------------------------------------- | ---------------------- |
| Allmusic                                                                    | link                   |
| Alternative Press                                                           | 9/01, p.75             |
| Entertainment Weekly                                                        | (C-) link              |
| NME                                                                         | 8/25/01, p.49          |
| Playlouder                                                                  | (Favorável) link       |
| RTÉ                                                                         | link                   |
| Q Magazine                                                                  | 10/01, p.130           |
| Rolling Stone                                                               | link                   |
| Esta tabela precisa de ser acompanhada por texto em prosa. Consulte o guia. |                        |

Após o sucesso do primeiro álbum, o autor Dick Porter escreveu que a espera pela sequência era intensa. Antes do lançamento, Joey Jordison, baterista da banda, proclamou: "Espere até ouvir o nosso próximo disco. Ele assassina nosso primeiro álbum. O negócio tem o dobro da técnica, o triplo do peso." Iowa, em geral, recebeu avaliações favoráveis dos críticos musicais. O The College Music Journal o avaliou como "brutal, implacável, escaldante..." Muitas avaliações apontaram o peso dos temas; a Alternative Press declarou, "é como ter um saco de plástico amarrado na cabeça por uma hora enquanto Satanás usa seu escroto como saco de pancadas.... está acima das expectativas... você será deixado ferido com pontos." A NME disse que Iowa é "emocionante, brutal e bom." A Rolling Stone deu créditos ao álbum pela sua originalidade, declarando que "quase todo o resto no Rock sombrio atual soa banal." O produtor Robinson foi elogiado também pelo trabalho no álbum; a Uncut apontou, "O ataque de ruído quase implacável e trêmulo, comandado pelo super produtor de Nu Metal Ross Robinson, é expert." Avaliando pela plataforma Yahoo!, John Mulvey disse, "eles são um fim da linha evolucionário, o triunfo final e absoluto do Nu Metal."
O primeiro single, "Left Behind", foi indicado ao prêmio de Melhor Performance de Metal no Grammy de 2002. O segundo single, "My Plague", foi indicado em 2003 ao mesmo prêmio, no 45th Grammy Awards. O single "Left Behind" chegou ao top 30 de vendas unitárias nos Estados Unidos e no Reino Unido. Em adição a isso, "My Plague" chegou a 43ª posição nas paradas britânicas. O Iowa foi ao sexto lugar na lista de cinquenta álbuns do ano pela NME, em 2001. O álbum chegou ao topo na parada do Reino Unido, e ao segundo lugar no ARIA Charts, na Austrália. O álbum ainda chegaria à terceira posição da lista Billboard 200 e na parada finlandesa. Em 10 de outubro de 2001, o álbum foi certificado como platina nos Estados Unidos; em 5 de setembro do mesmo ano, a platina viria da Canadian Recording Industry Association, no Canadá. A British Phonographic Industry certificou o álbum como ouro no Reino Unido.
Em 2009, o Iowa foi colocado na terceira posição da lista votada pelos leitores dos melhores álbuns do século XXI da revista britânica "Kerrang!" A Loudwire coloca o álbum como segundo na lista dos melhores álbuns dos anos 2000 e como sexto na lista dos melhores cem álbuns do século XXI. Já em 2017, a Rolling Stone colocou o Iowa na 50ª posição da lista dos cem maiores álbuns de metal de todos os tempos.

## Faixas
| N.º            | Título               | Duração |  |
| 1.             | "(515)"              | 0:59    |  |
| 2.             | "People = Shit"      | 3:35    |  |
| 3.             | "Disasterpiece"      | 5:08    |  |
| 4.             | "My Plague"          | 3:40    |  |
| 5.             | "Everything Ends"    | 4:14    |  |
| 6.             | "The Heretic Anthem" | 4:14    |  |
| 7.             | "Gently"             | 4:54    |  |
| 8.             | "Left Behind"        | 4:01    |  |
| 9.             | "The Shape"          | 3:37    |  |
| 10.            | "I Am Hated"         | 2:37    |  |
| 11.            | "Skin Ticket"        | 6:41    |  |
| 12.            | "New Abortion"       | 3:36    |  |
| 13.            | "Metabolic"          | 3:59    |  |
| 14.            | "Iowa"               | 15:03   |  |
| Duração total: | Duração total:       | 66:21   |  |

## Tabelas
Álbum
| Tabela (2001)   | Posição |
| --------------- | ------- |
| UK Albums Chart | 1       |
| ARIA Charts     | 2       |
| Billboard 200   | 3       |
| Finlândia       | 3       |
| Alemanha        | 4       |
| Nova Zelândia   | 5       |
| França          | 7       |
| Austria         | 8       |
| Suécia          | 10      |
| Noruega         | 12      |
| Suíça           | 13      |
| Holanda         | 15      |

Singles
| Ano  | Single        | Tabela                 | Posição |
| ---- | ------------- | ---------------------- | ------- |
| 2001 | "Left Behind" | UK Singles Chart       | 24      |
| 2001 | "Left Behind" | Mainstream Rock Tracks | 30      |
| 2002 | "My Plague"   | UK Singles Chart       | 43      |